# Pustki (Odargowo)
Pustki – część wsi Odargowo w Polsce, położona w województwie pomorskim, w powiecie puckim, w gminie Krokowa.
W latach 1975–1998 Pustki położone były w województwie gdańskim.